# Kris Heyde
Kris L. G. Heyde (* 18. Juli 1942 in Waarschoot; † 9. Dezember 2024 in Lievegem) war ein belgischer theoretischer Kernphysiker. Er war Professor an der Universität Gent.
Heyde befasste sich mit dem Schalenmodell und Koexistenz und Phasenübergängen zwischen verschiedenen Deformationszuständen von Kernen. Dabei arbeitete er eng mit Experimentalphysikern zum Beispiel am Institut für Kern- und Strahlenphysik (IKS) der Katholischen Universität Löwen und der finnischen Universität Jyväskylä zusammen.
Er schrieb Lehrbücher über das Schalenmodell und Einführungen in die Kernphysik. 2006 wurde er Fellow der American Physical Society.

## Schriften (Auswahl)

### Fachartikel
- Kris Heyde, John L. Wood: Shape coexistence in atomic nuclei. In: Reviews of Modern Physics. Band 83, Nr. 4, 30. November 2011, S. 1467–1521, doi:10.1103/RevModPhys.83.1467 (englisch).
- Lode Pollet, Stefan M. A. Rombouts, Kris Van Houcke, Kris Heyde: Optimal Monte Carlo updating. In: Physical Review E. Band 70, Nr. 5, 17. November 2004, S. 056705, doi:10.1103/PhysRevE.70.056705 (englisch).
- Lode Pollet, Stefan Rombouts, Kris Heyde, Jorge Dukelsky: Bosons confined in optical lattices: The numerical renormalization group revisited. In: Physical Review A. Band 69, Nr. 4, 1. April 2004, S. 043601, doi:10.1103/PhysRevA.69.043601 (englisch).
- Kris Heyde, Peter von Neumann-Cosel, Achim Richter: Magnetic dipole excitations in nuclei: Elementary modes of nucleonic motion. In: Reviews of Modern Physics. Band 82, Nr. 3, 9. September 2010, S. 2365–2419, doi:10.1103/RevModPhys.82.2365, arxiv:1004.3429 [abs] (englisch).

### Fachbücher
- Kristiaan L. G. Heyde: Bijdrage Tot De Studie Der Kernmodellen. Paleis der Academiën, Brussel 1973 (ugent.be).
- Kris L. G. Heyde: The Nuclear Shell Model. Springer Berlin Heidelberg, Berlin, Heidelberg 1994, ISBN 978-3-642-79054-6, doi:10.1007/978-3-642-79052-2 (englisch).
- Kris Heyde: From Nucleons to the Atomic Nucleus: Perspectives in Nuclear Physics. Springer Berlin Heidelberg, Berlin, Heidelberg 1998, ISBN 978-3-642-08318-1, doi:10.1007/978-3-662-03633-4 (englisch).
- K Heyde: Basic Ideas and Concepts in Nuclear Physics. 3. Auflage. CRC Press, 2020, ISBN 978-0-367-80657-6, doi:10.1201/9780367806576 (englisch).
- Kris L. G. Heyde, John L. Wood: Quantum mechanics for nuclear structure. Volume 1: A primer. IOP Publishing, Bristol 2020, ISBN 978-0-7503-2179-2 (englisch).
- Kris L. G. Heyde, John L. Wood: Quantum mechanics for nuclear structure. Volume 2: An intermediate level view. IOP Publishing, Bristol 2020, ISBN 978-0-7503-2171-6 (englisch).

Kris ist Editor der Buchreihe IOP Series in Nuclear Spectroscopy and Nuclear Structure